# Maniaçu
Maniaçu é um distrito do município brasileiro de Caetité, localizado ao noroeste do município. Foi fundado em 1934, com a denominação de Junco Grande, Porém, pelo Decreto-lei Estadual n.º 11.089, de 30-1938, teve o seu nome alterado para Maniassu e, após as reformas ortográficas, para Maniaçu. Segundo o censo do IBGE de 2010, possui uma população de 4 591 habitantes, 934 destes residindo na área urbana e 3 657 residindo na área rural.
O nome Maniaçu tem origem tupi-guarani e faz alusão à cultura da mandioca (MANI: Mandioca, AÇU: Grande).
Possui a economia baseada tradicionalmente no cultivo da mandioca, outros setores que também se destacam são: o comércio e indústria exploradora de urânio. Existe também uma diversificação de culturas, com o plantio de feijão, milho, ainda uma pecuária tradicional, produção de carvão vegetal, destinada as siderúrgicas de Minas Gerais e atividade comercial, comércio simples, tradicional a feira livre é muito utilizada para a comercialização dos produtos e compra semanal.